# Complesso di San Francesco di Paola
Il complesso di San Francesco di Paola era un complesso sacro di Napoli, ubicato in piazza San Francesco di Paola, fuori porta Capuana.

## Storia
La struttura, fondata intorno al 1532, fu demolita e ricostruita novanta anni più tardi con la sovvenzione della nota famiglia napoletana De Ponte, che fu anche la famiglia benefattrice della costruzione del chiostro del Salvatore.
La chiesa seicentesca, progettata secondo Roberto Pane da Francesco Grimaldi, presentava una pianta centrale sormontata da cinque cupole e sorgeva dove oggi si estende piazza Giovanni Leone.
Nel 1792, centosettanta anni dopo la ricostruzione barocca, la chiesa fu demolita e il convento fu soppresso. In esso fu stabilito un ospedale per i carcerati della Vicaria e, per adattarlo alla nuova funzione, fu sottoposto ad una totale ristrutturazione, che coinvolse anche il chiostro, da Pompeo Schiantarelli dal 1793 al 1795.
Nel XIX secolo il convento divenne un vero e proprio carcere e in seguito sede della pretura.
Il palazzo conserva la veste del XVI secolo solamente nei primi due registri, mentre la sopraelevazione risale alla ristrutturazione della fine del XVIII secolo.